# Diyala
Diyala (alternativt Diala, arabiska: ديالى, kurdiska: Dīyalah ) är en provins i nordöstra Irak mellan huvudstaden Bagdad och den iranska gränsen.
Provinsen är främst känd för apelsiner, granatäpplen, aprikoser, berg, oaser, vattenfall och olje- och gasfält.

## Historia
Regionen runt floden Diyala var hem för dussintals städer, byar och samhällen under antiken. Under år 4000 f.Kr. gjorde regionens strategiska position den till en tvist mellan det sumeriska området i söder och det babyloniska området i norr. Genom den växande makten i staden Eshnunna ledde detta till att regionen spelade en betydande roll i den internationella politiken på den tiden. Regionen har även styrs av elamiter, gutier och partier. I ca 2000 år var provinsen en del av det persiska riket som administrerades av mindre kurdiska kungadömen och furstendömen.

### Medeltiden  och första världskriget
Efter den islamiska expansionen var Diyala under en lång period del av det persiska riket fram till att det ottomanska riket erövrade  regionen 1521. 1802 drevs ottomanerna ut av den persiska kejsaren Fath-Ali Shah Qajar och regionen hörde återigen till Persien fram till 1882, men styrdes de facto av feylikurdiska stammar. Mellan 1717 och 1738 invaderades regionen och annekterades av Osmanska riket. Under 1800-talet skedde återigen invasioner av perser, portugiser, fransmän och ryssar.
Under första världskriget erövrade Storbritannien regionen och sammanförde området med den nybildade kolonin i Irak.

## Geografi
Provinsen Diyala sträcker sig nordost om Bagdad så långt som till den iranska gränsen. Dess huvudstad är Baqubah. Den täcker en yta på 17 685 kvadratkilometer. Det not 1 397 717 invånare (2009) i provinsen.
Bergen i norr och öster är mestadels parallella och löper i nordväst–sydostlig riktning. Dessa berg är åtskilda av slätter och böljande kullar som mestadels används för odling. I södra och västra Diyala finns många laguner och oaser.
Provinsen är dessutom rik på olja. Det första irakiska oljeraffinaderiet och oljeledning byggdes i Khanaqin 1927. Diyala producerar ca 470 000 fat olja per dag (70 000 m³/d).
Floden Diyala rinner från Zagrosbergen genom provinsen och mynnar i Tigris.

## Demografi
Araber, kurder och turkmener utgör majoriteten av befolkningen även om andra etniska grupper också är närvarande. Största delen av den kurdiska befolkningen talar feyli-kurdiska, en variant av sydkurdiska.

### Religon
Feyli-kurderna och turkmenerna är shiamuslimer medan majoriteten av araberna är sunnimuslimer.

## Jordbruk
En stor del av provinsen dräneras av floden Diyala, en stor biflod till Tigris. På grund av dess närhet till två stora vattenkällor är Diyalas huvudnäring jordbruk, främst apelsiner och dadlar som odlas i stora lundar. Provinsen innehåller också en av de största olivlundarna i Mellanöstern.  Den kallas även "apelsinhuvudstaden" i Mellanöstern. Hamrinbergen passerar genom guvernementet. Diyala är en stor exportör av apelsiner, vattenmelon, granatäpplen, vindruvor, dadlar, oliver, citrusfrukter, lök, auberginer och tomater.

## Politik
Under 1970 och 1980-talet utsattes Diyala för en storskalig insats inom demografisk ingenjörskonst av den dåvarande irakiska regeringen, som hade som mål att flytta landets befolkning så att icke-araber underkuvades under arabisk hegemoni.  Under arabiseringskampanjen deporterades hundratusentals feylikurdiska familjer till Iran, och istället omlokaliserades arabiska familjer till provinsen, i hopp om att araber skulle utgöra en majoritet i provinsen.
Efter den amerikanska invasion av Irak 2003 flyttade många kurder tillbaka till Diyala och bosatte sig i provinsen.
Sedan 2008 har den shiitiska milisen Badrbrigaden tagit kontroll över provinsen och grundat en quasi-stat med stöd av Iran. Icke-shiitiska grupper såsom araber har utsatts för trakasserier, massakrer, vräkningar och landsförvisning.
Diyala betraktas som ett omtvistat territorium mellan irakiska Kurdistan och Irak. KRG gör anspråk på provinsen. Den shiitiska milisen Badr kontrollerar 90 % av provinsen.

## Administrativ indelning
Provinsen är indelad i sex distrikt:
- Al-Khalis distrikt (Al-Khalis), Al-Muqdadiyya distrikt (Al-Muqdadiyya), Balad Ruz distrikt (Balad Ruz), Baquba distrikt (Baquba), Khanaqin distrikt (Khanaqin).